# Mark Richardson
Pour les articles homonymes, voir Richardson.
Mark Richardson (né le 26 juillet 1972 à Slough, Angleterre) est un athlète britannique spécialiste du 400 mètres.

## Carrière
Il se révèle durant les Championnats du monde juniors de 1990 en remportant la médaille de bronze du 400 m en 46 s 33. En 1992, Mark Richardson termine deuxième de la Coupe du monde des nations 1992 de La Havane, derrière le Nigérian Sunday Bada. Il descend pour la première fois de sa carrière sous la barrière des 45 secondes à l'occasion des Championnats du monde de Göteborg, en 1995, se classant cinquième de la finale en 44 s 81. Sélectionné pour les Jeux olympiques d'Atlanta l'année suivante, il remporte la médaille d'argent du relais 4 × 400 m aux côtés de Iwan Thomas, Jamie Baulch et Roger Black, l'équipe britannique établissant un nouveau record national en 2 min 56 s 60.
Durant les Championnats du monde 1997 se déroulant à Athènes, Mark Richardson termine au pied du podium du 400 m en 44 s 47, devancé de huit centièmes de secondes par Tyree Washington, médaillé de bronze. Aligné par ailleurs dans l'épreuve du relais 4 × 400 m, il termine deuxième de la finale en 2 min 56 s 65, derrière les États-Unis. Les britanniques récupèrent la médaille d'or en 2008 après la disqualification des américains à la suite des aveux de dopage d'Antonio Pettigrew.
Auteur de la meilleure performance de sa carrière sur 400 m en 44 s 37, le 8 août 1998 lors du meeting Herculis de Monaco, Richardson décroche la médaille de bronze des Championnats d'Europe de 1998 disputés à Budapest, devancé par Iwan Thomas et Robert Maćkowiak. En fin de compétition, il remporte le titre de champion d'Europe du relais 4 × 400 m en 2 min 58 s 68. Auteur de la cinquième meilleure performance de l'année 1998, il remporte en fin de saison le 400 m de la Finale du Grand Prix de Moscou, devant Jerome Young et Iwan Thomas. Il se classe cinquième des mondiaux de Séville, en 1999, et remporte la Finale du Grand Prix 2000 de Doha.

## Palmarès
| Date | Compétition                  | Lieu         | Place | Épreuve   |
| ---- | ---------------------------- | ------------ | ----- | --------- |
| 1990 | Championnats du monde junior | Plovdiv      | 3e    | 400 m     |
| 1992 | Coupe du monde des nations   | La Havane    | 2e    | 400 m     |
| 1995 | Championnats du monde        | Göteborg     | 5e    | 400 m     |
| 1996 | Jeux olympiques              | Atlanta      | 2e    | 4 × 400 m |
| 1997 | Championnats du monde        | Athènes      | 4e    | 400 m     |
| 1997 | Championnats du monde        | Athènes      | 1er   | 4 × 400 m |
| 1998 | Jeux du Commonwealth         | Kuala Lumpur | 2e    | 400 m     |
| 1998 | Jeux du Commonwealth         | Kuala Lumpur | 2e    | 4 × 400 m |
| 1998 | Championnats d'Europe        | Budapest     | 1er   | 4 × 400 m |
| 1998 | Finale du Grand Prix         | Moscou       | 1er   | 400 m     |
| 1999 | Championnats du monde        | Séville      | 4e    | 400 m     |
| 2000 | Finale du Grand Prix         | Doha         | 1er   | 400 m     |